# Vlakno
Vlakno je u razmjeru s dužinom, tanke i fleksibilne strukture. U prirodi i tehnologiji, vlakna najčešće pronalazimo u skupnim ili mrežnim strukturama.
Vlakno može biti: 
- PRIRODNA VLAKNA
  - Biljna vlakna 
    - Sjemenska vlakna 
      - Pamuk
      - Kapok

    - Stabljična vlakna
      - Lan
      - Kudjelja
      - Juta
      - Kenaf
      - Ramija
      - Žuka (Brnistra)
      - Bengalska ili bombajska konoplja ("Sunn" vlakno)

    - Vlakna od ploda
      - Kokos

    - Vlakna iz lišća
      - Sisal
      - Heneken
      - Maguew
      - Abaka (Manila)
      - Vlakna sanseverija
      - Agava
      - Alfa
      - Novozelandski lan

  - Životinjska vlakna 
    - Keratinska vlakna 
      - Ovce 
        - Vuna

      - Koze 
        - Moher
        - Kašmir
        - Kašgora
        - Kostrijet
        - Obična kozja dlaka

      - Deve 
        - Devina dlaka

      - Ljame 
        - Ljama
        - Alpaka
        - Vikunja
        - Gvanako

      - Zečevi 
        - Angora
        - Dlaka običnog zeca

      - Ostale životinje 
        - Strune i cekinje 
          - Konjska dlaka
          - Svinjska dlaka
          - Kravlja dlaka

        - Perije i paperje
        - Jak

      - Fibroinska vlakna
        - Svila dudovog svilca
        - Divlje svile
          - Eria
          - Tusah
          - Anafe

        - Paukova svila (paučina)
        - Morska svila

  - Mineralna vlakna  
    - Azbest
- UMJETNA VLAKNA
  - Od prirodnih poilimera 
    - Celulozna regenerati 
      - Viskozna vlakna: CV
      - Bakarna vlakna: CUP
      - Modalna vlakna: CMD
      - Liocelna vlakna: CLY

    - Celulozni derivati
      - Acetatna vlakna: CA
      - Triacetatna vlakna: CTA

    - Proteinska vlakna: PROT
    - Alginatna vlakna: ALG
    - Vlakna od prirodne gume ( Elastodien: ED)

  - Od sintetskih polimera 
    - Poliamidna vlakna: PA
    - Aramidna vlakna: AR
    - Poliimidna vlakna: PI
    - Polilaktidna vlakna: PLA
    - Poliesterska vlakna: PES
    - Olefini 
      - Polietilenska vlakna: PE
      - Polipropilenska vlakna: PP

    - Klorna vlakna: CLF
    - Fluorna vlakna: PTFE
    - Melaminska vlakna: MF
    - Vinilalna vlakna: PV AL
    - Elastanska vlakna: EL
    - Elastodienska vlakna: ED
    - Elastolefinska vlakna: EOL
    - Elastomultiesterska vlakna: EME
    - Akrilna vlakna: PAN
    - Modakrilna vlakna: MAC
    - Polietilen tereftanalat: PET

  - Od anorganskih tvari 
    - Ugljikova vlakna: CF
    - Keramička vlakna: CEF
    - Staklena vlakna: GF
    - Metalna vlakna MTF

| PRIRODNA VLAKNA | PRIRODNA VLAKNA | PRIRODNA VLAKNA  | UMJETNA VLAKNA | UMJETNA VLAKNA | UMJETNA VLAKNA                                                                            |
| --- | --- | ---------------- | --- | --- | ----------------------------------------------------------------------------------------- |
| Biljna vlakna | Životinjska vlakna | Mineralna vlakna | Od prirodnih poilimera | Od sintetskih polimera | Od anorganskih tvari                                                                      |
| - Sjemenska vlakna - Pamuk - Kapok - Stabljična vlakna - Lan - Kudelja - Juta - Kenaf - Ramija - Žuka (Brnistra) - Bengalska ili bombajska konoplja ("Sunn" vlakno) - Vlakna od ploda - Kokos - Vlakna iz lišća - Sisal - Heneken - Maguew - Abaka (Manila) - Vlakna sanseverija - Agava - Alfa - Novozelandski lan | - Keratinska vlakna - Ovce - Vuna - Koze - Moher - Kašmir - Kašgora - Kostrijet - Obična kozja dlaka - Deve - Devina dlaka - Ljame - Ljama - Alpaka - Vikunja - Gvanako - Zečevi - Angora - Dlaka običnog zeca - Ostale životinje - Strune i cekinje - Konjska dlaka - Svinjska dlaka - Kravlja dlaka - Perije i paperje - Jak - Fibroinska vlakna - Svila dudovog svilca - Divlje svile - Eria - Tusah - Anafe - Paukova svila (paučina) - Morska svila | - Azbest         | - Celulozna regenerati - Viskozna vlakna: CV - Bakarna vlakna: CUP - Modalna vlakna: CMD - Liocelna vlakna: CLY - Celulozni derivati - Acetatna vlakna: CA - Triacetatna vlakna: CTA - Proteinska vlakna: PROT - Alginatna vlakna: ALG - Vlakna od prirodne gume ( Elastodien: ED) | - Poliamidna vlakna: PA - Aramidna vlakna: AR - Poliimidna vlakna: PI - Polilaktidna vlakna: PLA - Poliesterska vlakna: PES - Olefini - Polietilenska vlakna: PE - Polipropilenska vlakna: PP - Klorna vlakna: CLF - Fluorna vlakna: PTFE - Melaminska vlakna: MF - Vinilalna vlakna: PV AL - Elastanska vlakna: EL - Elastodienska vlakna: ED - Elastolefinska vlakna: EOL - Elastomultiesterska vlakna: EME - Akrilna vlakna: PAN - Modakrilna vlakna: MAC - Polietilen tereftanalat: PET | - Ugljikova vlakna: CF - Keramička vlakna: CEF - Staklena vlakna: GF - Metalna vlakna MTF |

- sintetički proizvedeno (umjetna vlakna):
  - kevlar
  - najlon

ili
- prirodnog podrijetla:
  - svila
  - vuna
  - konoplja

U tekstilnoj industriji često se kombiniraju tkanine od umjetnih i prirodnih vlakana.
Na podučju telekomunikacija koristi se optičko vlakno.

## Vanjske poveznice
- Umjetna vlakna Hrvatska tehnička enciklopedija, portal hrvatske tehničke baštine. LZMK